# Phillip Stockfleth
Phillip Stockfleth (* 25. Oktober 1977 in Bad Segeberg, Schleswig-Holstein) ist ein deutscher Kampfsportler; mehrfacher Landesmeister, achtmal Deutscher Meister, zweimal Europameister  und Karateweltmeister 2007.

## Leben
Stockfleth fing im April 1991 mit Shotokan-Karate an. Nach geraumer Zeit nahm er bereits an Landesmeisterschaften und anderen Turnieren teil. Über das Shotokan-Karate kam Phillip Stockfleth zum Ashihara-Karate (Vollkontakt) und erlernte auch diverse Techniken aus dem Kickboxen und dem Jiu Jitsu. Stockfleth selbst ist in diversen Verbänden gemeldet und konnte in seiner vergangenen Wettkampf-Laufbahn diverse hochwertige Titel erkämpfen. So war er mehrfacher Landesmeister, mehrfacher Deutscher Meister in verschiedenen Disziplinen, ebenfalls mehrfacher German Open Sieger. Dazu kommen noch Europa- und Weltmeistertitel. Den absoluten Höhepunkt erreichte Stockfleth im Jahr 2007, als er auf der Weltmeisterschaft den Grand Champion Titel erringen konnte.
Nachdem Stockfleth seine aktive Karate-Wettkampfzeit beendet hatte, wechselte er zu dem Sport-Kenjutsu, einer modernen Schwertkampf-Disziplin, die mit harten Schaumstoff-Schwertern (Katanas) ausgekämpft wird. Im Jahr 2010 beendete Stockfleth seine aktive Wettkampf-Karriere und widmet sich seitdem seiner Kampfsportschule in Hamburg und dem Karate-Nachwuchs.

## Auszeichnungen
- Ausgezeichnet mit dem IMAF BUDO ADWARD 2004 durch Präsident Jens Fricke[2]
- Aufgenommen in die internationale Hall of Fame in London[3]
- Ausgezeichnet mit dem „Best Fighter“- Award[4]